# Атлетика на Летњим параолимпијским играма 2016 — 400 метара за жене Т46-Т47
Трка на 400 метара у класама 46 и 47 за жене, била је једна од 29 дисциплина атлетског програма на Летњим параолимпијским играма 2016. у Рио де Жанеиру, Бразил. Такмичење је одржано 13. и 14. септембра на Олимпијском стадиону Жоао Авеланж.

## Земље учеснице
Учествовало је 10 такмичарки из 10 земаља.
1. Бразил (1)
2. Етиопија (1)
3. Јапан (1)
4. Јужноафричка Република (1)
5. Кина (1)
6. Куба (1)
7. Перу (1)
8. САД (1)
9. Чиле (1)
10. Шри Ланка (1)

## Рекорди пре почетка такмичења
(стање 8. септембра 2016)
| Рекорди пре почетка Параолимпијских игара 2016. | Рекорди пре почетка Параолимпијских игара 2016. | Рекорди пре почетка Параолимпијских игара 2016. | Рекорди пре почетка Параолимпијских игара 2016. | Рекорди пре почетка Параолимпијских игара 2016. | Рекорди пре почетка Параолимпијских игара 2016. |
| ----------------------------------------------- | ----------------------------------------------- | ----------------------------------------------- | ----------------------------------------------- | ----------------------------------------------- | ----------------------------------------------- |
| Светски рекорд                                  | 55,72                                           | Јунидис Кастиљо                                 | Куба                                            | Лондон, Уједињено Краљевство                    | 8. септембар 2012.                              |
| Параолимпијски рекорд                           | 55,72                                           | Јунидис Кастиљо                                 | Куба                                            | Лондон, Уједињено Краљевство                    | 8. септембар 2012.                              |

## Сатница
| Датум               | Време | Ниво               |
| ------------------- | ----- | ------------------ |
| 13. септембар 2016. | 10:00 | Квалификације (Г1) |
| 13. септембар 2016. | 10:07 | Квалификације (Г2) |
| 14. септембар 2016. | 18:26 | Финале             |

Сва времена су по локалном времену (UTC+3)

## Освајачи медаља
|              |                                            |                  |
| Лу Ли · Кина | Anrune Liebenberg · Јужноафричка Република | Сае Цуји · Јапан |

## Резултати

#### Квалификације
Квалификације су одржане 13.9.2016. годину у 10:00 и 10:07. Такмичарке су биле подељене у две групе. У финале су се пласирале прве три такмичарке из сваке групе и 2 на основу резултата.,,
| Пласман | Група | Атлетичарка                               | Земља                  | Класа | ЛР      | ЛРС     | Резултат | Белешка  |
| ------- | ----- | ----------------------------------------- | ---------------------- | ----- | ------- | ------- | -------- | -------- |
| 1.      | 1     | Лу Ли                                     | Кина                   | Т46   | 59,53   | 59,53   | 1:00,77  | КВ       |
| 2.      | 2     | Anrune Liebenberg                         | Јужноафричка Република | Т47   | 56,65   | 58,77   | 1:01,79  | КВ       |
| 3.      | 1     | Сае Цуји                                  | Јапан                  | Т47   | 59,72   | 59,72   | 1:01,85  | КВ       |
| 4.      | 2     | Тересиња де Жесус Кореиа дос Сантос       | Бразил                 | Т46   | 59,31   | 59,84   | 1:01,88  | КВ       |
| 5.      | 2     | Аманда Керна                              | Чиле                   | Т47   | 1:01,88 | 1:01,88 | 1:02,03  | КВ       |
| 6.      | 1     | Амара Индумати Карунати Лалвала Палија Г. | Шри Ланка              | Т47   | 1:03,07 | 1:03,07 | 1:02,07  | КВ, ЛР   |
| 7.      | 1     | Ејми Вот                                  | САД                    | Т47   | 1:02,85 | 1:03,17 | 1:04,56  | кв       |
| 8.      | 2     | Јени Варгас                               | Перу                   | Т47   | 1:09,19 | 1:09,19 | 1:09,23  | кв       |
|         | 2     | Јенгус Десе Азенав                        | Етиопија               | Т47   | 1:04,93 | 1:06,39 | Диск.    | чл. 18.5 |
|         | 1     | Јунидис Кастиљо                           | Куба                   | Т46   | 55,72   |         | НС       |          |

### Финале
Финале је одржано 14.9.2016. годину у 18:26.,,
| Пласман | Атлетичарка                               | Земља                  | Класа | Резултат | Белешка |
| ------- | ----------------------------------------- | ---------------------- | ----- | -------- | ------- |
|         | Лу Ли                                     | Кина                   | Т47   | 58,09    | РР, ЛР  |
|         | Anrune Liebenberg                         | Јужноафричка Република | Т47   | 58,88    |         |
|         | Сае Цуји                                  | Јапан                  | Т47   | 1:00,62  |         |
| 4.      | Аманда Керна                              | Чиле                   | Т46   | 1:01,48  | ЛР      |
| 5.      | Амара Индумати Карунати Лалвала Палија Г. | Шри Ланка              | Т47   | 1:01,74  | ЛР      |
| 6.      | Ејми Вот                                  | САД                    | Т47   | 1:04,21  |         |
| 7.      | Јени Варгас                               | Перу                   | Т47   | 1:09,63  |         |
| 8.      | Тересиња де Жесус Кореиа дос Сантос       | Бразил                 | Т46   | НС       |         |